# Viviane Bahia
Viviane Kretzmann Bahia (Rio de Janeiro, 14 de fevereiro de 1994) é uma jogadora de polo aquático brasileira.

## Carreira
Viviane integrou a equipe do Brasil que finalizou em oitavo lugar nos Jogos Olímpicos de 2016, no Rio de Janeiro.